# Boleophthalmus poti
Boleophthalmus poti là một loài cá trong họ Oxudercidae.